# Élections législatives pakistanaises de 1990
Les élections législatives pakistanaises de 1990 ont eu lieu le 24 octobre 1990, dans le but de renouveler les élus de l'Assemblée nationale et des quatre assemblées provinciales du Pakistan, après la rupture de leur mandat consécutivement à la décision du président Ghulam Ishaq Khan de dissoudre toutes les assemblées et de démettre de ses fonctions le gouvernement de Benazir Bhutto du Parti du peuple pakistanais, élu à la suite des élections législatives de 1988, deux ans auparavant. 
L'Alliance démocratique islamique remporte finalement le scrutin en obtenant une majorité absolue à l'Assemblée nationale, puis forme son gouvernement avec Nawaz Sharif au poste de Premier ministre. Longtemps l'objet d'accusations de fraudes électorales, la justice pakistanaise s'est intéressée à cette élection dans les années 2010 et a accusé les autorités militaires de l'époque de bourrages d'urnes.

## Contexte

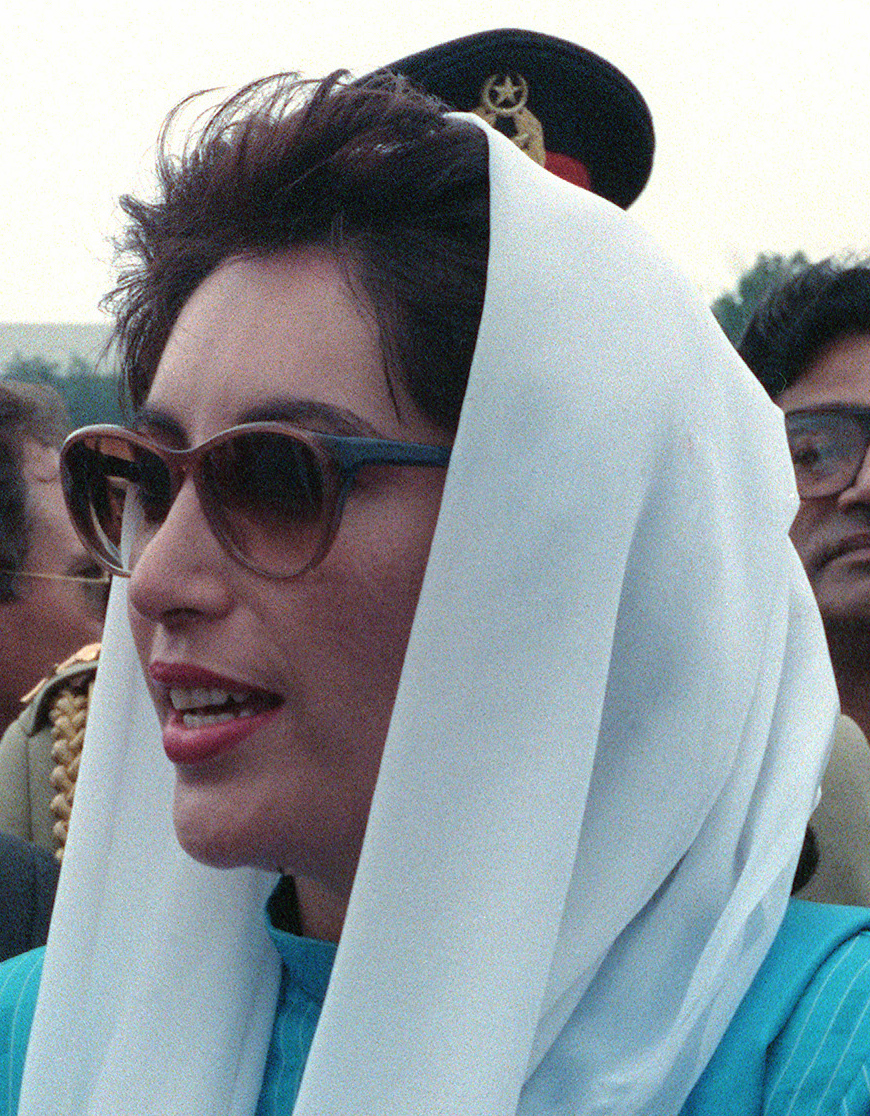
Benazir Bhutto en 1989.

Les dernière élections générales datent de seulement 23 mois avant la tenue de ce scrutin, le président Ghulam Ishaq Khan ayant dissout les assemblées fédérale et provinciales après avoir démis de ses fonctions le Premier ministre Benazir Bhutto, qui disposait d'une majorité dans la chambre basse grâce au parti qu'elle dirige, le Parti du peuple pakistanais. Le président de la République s'était basé sur des accusations de corruption contre le gouvernement et sur la dégradation de la situation sécuritaire dans le pays. Toutefois, l'armée et son chef Mirza Aslam Beg sont largement accusés d'avoir joué un rôle dans la décision du président.
Toutes comme lors des dernières élections, ce nouveau scrutin voit s’affronter les mêmes formations politiques, avec les mêmes dirigeants, et dans un contexte équivalent.

## Campagne
Le Parti du peuple pakistanais, vainqueur du dernier scrutin, s'allie avec trois autres petits partis dans le cadre de ces élections et forme une coalition appelée « Alliance démocratique du Pakistan ». Durant la campagne, le PPP fustige la décision du président qu'il estime partisan, ainsi que le gouvernement intérimaire, dirigé par Ghulam Mustafa Jatoi, qui n'aurait prouvé aucune des allégations à l'encontre de l'administration Bhutto, et qui serait lui-même partisan de par ses liens avec l'opposition. De l'autre côté, l'Alliance démocratique islamique, qui réunit près d'une dizaine de partis conservateurs et religieux, présente Nawaz Sharif au poste de Premier ministre, qui promet de mettre fin à la mauvaise gouvernance, à la corruption et de gouverner conformément aux règles de l'Islam.
La campagne électorale se termine la vieille du scrutin par de vastes rassemblements politiques des deux camps à Lahore, rassemblant des centaines de milliers de partisans.

## Résultats à l'Assemblée nationale
Les résultats officiels montrent une légère victoire de l'Alliance démocratique islamique, qui réunit 0,6 % de l’électorat de plus que son rival du Parti du peuple pakistanais, mais qui en revanche rapporte plus de deux fois plus de députés, grâce à une répartition plus favorable de ses voix dans les circonscriptions. L'ADI remporte ainsi une légère majorité absolue, avec 106 sièges sur 207, avant l'élection des sièges réservés.
L'ADI remporte aussi une majorité à l'Assemblée provinciale du Pendjab et dans l'Assemblée provinciale de la Frontière-du-Nord-Ouest, alors que le PPP conserve sa majorité à l'Assemblée provinciale du Sind.
| Partis                          | Vote populaire | %    | Sièges |
| ------------------------------- | -------------- | ---- | ------ |
| Alliance démocratique islamique | 7 908 513      | 37,4 | 106    |
| Parti du peuple pakistanais     | 7 795 218      | 36,8 | 44     |
| Mouvement Muttahida Qaumi       | 1 172 525      | 5,5  | 15     |
| Jamiat Ulema-e-Islam            | 622 214        | 2,9  | 15     |
| Parti national Awami            | 356 160        | 1,7  | 6      |
| Jamiat Ulema-e-Islam (N)        | 310 953        | 1,5  | 3      |
| Autres partis                   |                |      | 5      |
| Indépendants                    | 2 179 956      | 10,3 | 22     |
| Total                           | 21 395 479     | 100  | 207    |

## Conséquences

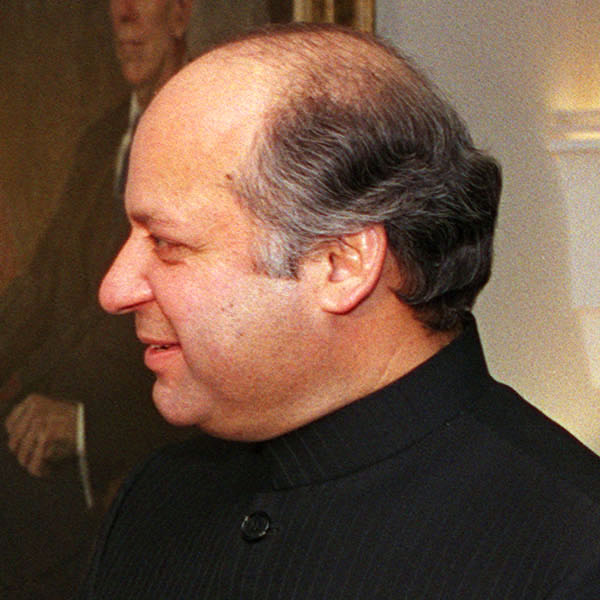
Nawaz Sharif en 1998.

Les élections conduisent à la victoire du principal parti d'opposition, l'Alliance démocratique islamique, et donc au retour au pouvoir de sa principale composante, la Ligue musulmane du Pakistan, pour la première fois depuis deux ans. Le Parti du peuple pakistanais et Benazir Bhutto rejettent quant-à eux les résultats du scrutin.
Nawaz Sharif est ensuite investi Premier ministre dès le 6 novembre 1990. Toutefois, il entre lui-même en conflit avec le président Ghulam Ishaq Khan en 1993, qui le destitue à son tour. La décision est pourtant ensuite annulée par la Cour suprême et Sharif retrouve son poste, ce qui ne conduit pour autant pas à la fin au conflit politique entre les deux hommes. Un accord négocié par l'armée finit par aboutir à la démission conjointe de deux hommes et à la convocation des élections législatives de 1993.

## Régularité
La justice pakistanaise a enquêté pendant plusieurs années sur des possibilités de fraudes électorales durant ces élections. Dans un arrêt du 19 octobre 2012, la Cour suprême juge le président Ghulam Ishaq Khan, le chef de l'armée Mirza Aslam Beg et le chef de l'ISI Asad Durrani, coupables de fraudes électorales au profit de l'Alliance démocratique islamique, cette dernière ayant également bénéficié d'un soutien financier. 
La Ligue musulmane du Pakistan (N), principale bénéficiaire des fraudes en tant que parti le plus important de l'Alliance démocratique islamique, se déclare alors prête à accepter le verdict de la Cour, par la voix de Shehbaz Sharif.